# Stade poitevin hockey club
Cet article concerne la section hockey sur glace du Stade poitevin. Pour le club omnisports, voir Stade poitevin (omnisports).
Pour les articles homonymes, voir Stade poitevin.
Le Stade Poitevin Hockey Club est la section hockey sur glace du Stade poitevin, club omnisports français, basé à Poitiers dans la Vienne. Après 20 ans au quatrième niveau national le club est promu pour la saison 2020-2021 en Division 2. Le surnom de l'équipe est les Dragons, il fait référence à la Grand'Goule des mythes poitevins.

## Histoire
La section hockey sur glace fut créée en 1969 et a rejoint le Stade Poitevin en 1977.
Après avoir connu la division 2 entre 1998 et 2000, les Dragons se retrouvent en Division 3 (4e échelon). Pendant 20 ans le club poitevin naviguera dans cette division, portée par Jean-Vital "John" Stinco entraîneur de 1988 à 2018 avant de prendre le poste de directeur sportif. Durant la saison 2012-2013 en raison de la rénovation de la patinoire à Poitiers, l'équipe sénior des Dragons de Poitiers s'associent avec le Niort Hockey Club pour créer l’Entente Niort-Poitiers ; surnommé les Grizzlis de Niort-Poitiers . L’année suivante, l’Entente Niort-Poitiers cesse ses activités.
En 2018-2019, le président Ronan Nedelec se veut ambitieux pour le club et recrute Franck Fazilleau au poste d'entraîneur, l'équipe finit alors 2e de sa poule et se qualifie pour les play-offs pour la première fois depuis 2011. L'année suivante Poitiers finit en tête de sa poule et malgré un arrêt prématuré de la saison les Dragons sont promus en Division 2.
En 2019, le club est endeuillé avec la disparition de John Stinco à l'âge de 58 ans.

### Les présidents
Liste des présidents du club :
- M. Soulard (1975)
- R. Rassineux (1975-1983)
- Jacques Nivet (1983-1985)
- F. Gaillard (1985-1991)
- J-F Pezet (1991-1992)
- F. Caro (1992-1995)
- François Joyeux (1996-2000)
- Olivier Chazaud (2000-2004)
- C. Petit (2005-2007)
- Didier Baudry (2008-2012)
- Patrick Callen (2012-2015)
- Ronan Nedelec (2015-2022)
- Hugues Capderroque (depuis 2022)

### Les logos

Logos successifs
Ancien logo
Logo actuel

## Équipe senior
| No    | Nom                 | Nat. | Position       | Arrivée                             |
| ----- | ------------------- | ---- | -------------- | ----------------------------------- |
| +001, | Jérémy Brunet       |      | Gardien de but | 2021 - Condors de Beauce-Appalaches |
| +027, | Matthieu Rassineux  |      | Gardien de but | Formé au club                       |
| +033, | Arthur Ramonatxo    |      | Gardien de but | 2016 - Boxers de Bordeaux II        |
| +002, | Florian Petitcollin |      | Défenseur      | Formé au club                       |
| +006, | Gabriel Blouin      |      | Défenseur      | 2021 - Thunder de Trine             |
| +010, | Thomas Le Chapelain |      | Défenseur      | Prêt - Boxers de Bordeaux           |
| +018, | Romain Neil         |      | Défenseur      | 2021 - sans club                    |
| +019, | Mathieu Chambre     |      | Défenseur      | 2016 - Remparts de Tours            |
| +025, | Denis Gribko        |      | Défenseur      | 2021 - Comètes de Meudon            |
| +088, | Alban Itsitsa – C   |      | Défenseur      | 2010 - Lames affûtées de Niort      |
| +097, | William Lamothe – A |      | Défenseur      | 2020 - Renards de Roanne            |
| +007, | Yorick Faurie       |      | Attaquant      | Prêt - Boxers de Bordeaux           |
| +009, | Mathéo Lussault     |      | Attaquant      | 2019 - Grizzlys de Niort U17        |
| +011, | Pierre Aussenac     |      | Attaquant      | Formé au club                       |
| +013, | Ryan Widmar         |      | Attaquant      | 2021 - Gladsaxe SF                  |
| +015, | Charly Venien       |      | Attaquant      | 2020 - sans club                    |
| +016, | Arthur Chauvineau   |      | Attaquant      | 2019 - Grizzlys de Niort U17        |
| +021, | Franck Segura       |      | Attaquant      | 2021 - Lynx de Valence              |
| +024, | Elliot Braud        |      | Attaquant      | 2019 - Grizzlys de Niort U17        |
| +026, | Jérémy Fortin       |      | Ailier         | 2021 - Flames de Gatineau           |
| +044, | Mattéo Caudron      |      | Attaquant      | Prêt - Boxers de Bordeaux           |
| +075, | Louis Robuchon      |      | Attaquant      | Formé au club                       |
| +086, | Marceau Digoin      |      | Attaquant      | 2019 - Aigles de La Roche-sur-Yon   |
|       | Franck Amouriq      |      | Attaquant      | Prêt - Boxers de Bordeaux           |